# Vermontia
Vermontia là một chi nhện trong họ Linyphiidae.